# Adolph Ypeij
Adolph Ypeij (Leeuwarden, 8 maart 1805 - aldaar, 11 april 1875) was een Nederlandse rechtsgeleerde en liberaal politicus.

## Familie
Ypeij was een zoon van Mr. Mathijs Ypeij (1762-1817), onder meer griffier van de Staten van Friesland, en Maria Louisa de Wendt (1765-1816). Hij trouwde met Elisabeth Sophie Albertine Willemine Wierdsma (1811-1898). Uit dit huwelijk werden vier kinderen geboren. Hij was een aangetrouwde oomzegger van Tweede Kamerleden Berend Wichers en Maurits Pico Diederik van Sytzama.

## Loopbaan
Ypeij studeerde Romeins en hedendaags recht aan de Groninger Hogeschool promoveerde in 1826 op zijn dissertatie De praescriptione criminum ac poenarum. Hij werd advocaat in zijn geboorteplaats. In zijn loopbaan bij het Openbaar Ministerie was hij in Leeuwarden achtereenvolgens substituut-officier van justitie (1831-1838), officier van justitie (1838-1852), advocaat-generaal (1852) en procureur-generaal bij het Provinciaal gerechtshof in Friesland (1852-1875).
Ypeij was korte tijd parlementariër, met 90% van de stemmen versloeg hij in 1850 Æneas baron Mackay en werd hij namens het kiesdistrict Leeuwarden verkozen tot lid van de Tweede Kamer der Staten-Generaal. Zijn lidmaatschap duurde maar kort, van 22 oktober 1850 tot 19 maart 1852. In die tijd sprak hij in de Kamer over enkele justitiële onderwerpen, het wetsvoorstel inzake jacht en visserij en de Amortisatiewet 1851.
Ypeij werd benoemd tot Ridder in de Orde van de Nederlandse Leeuw. Hij overleed in Leeuwarden, op 70-jarige leeftijd.
- Biografisch Portaal: 23959465
- Gemeinsame Normdatei: 1263892787
- International Standard Name Identifier: 0000 0003 9523 264X
- Nederlandse Thesaurus van Auteursnamen: 073500909
- Parlement.com: vg09lldat2zx
- Virtual International Authority File: 289917906
- WorldCat: E39PBJxcTGxtFMKXb98vDMkCcP